# Falam
Falam är en stad i Myanmar. Den ligger i delstaten Chin, i den nordvästra delen av landet, 400 km nordväst om huvudstaden Naypyidaw. Falam ligger 1 579 meter över havet och folkmängden uppgår till cirka 9 000 invånare.

## Geografi
Terrängen runt Falam är huvudsakligen bergig, men den allra närmaste omgivningen är kuperad. Falam ligger uppe på en höjd. Runt Falam är det ganska glesbefolkat, med 32 invånare per kvadratkilometer. I omgivningarna runt Falam växer i huvudsak blandskog.